# エクソシスター 悪夢の夜明け
『エクソシスター 悪夢の夜明け』（エクソシスター あくむのよあけ、原題：The Dawn）は、2019年制作のアメリカ合衆国のホラー映画。

## あらすじ
第一次世界大戦後、アメリカのペンシルベニア州に住む一家は、戦争でのトラウマを抱えた退役軍人の父親のウィリアムの錯乱によって、一家心中してしまう。家族で唯一生き残った長女のローズは修道院に引き取られる。10年後、修道女となったローズであったが、彼女の身に怪異な現象が起きていく。

## キャスト
- ローズ：デバニー・ピン
- シスター・エラ：ステイシー・ダッシュ
- ウィリアム：ジョナサン・ベネット
- マザー・アグネス：ヘザー・ウィンターズ
- ライアン・カイザー

## トリビア
本作は『悪魔の棲む家』との関連を暗示する場面が多々あるが、シリーズには含まれてはいない。